# Paryż (Długołęka)
Paryż – część wsi Długołęka w Polsce, położona w województwie podlaskim, w powiecie monieckim, w gminie Krypno. Wchodzi w skład sołectwa Długołęka.
W latach 1975–1998 Paryż administracyjnie należał do województwa białostockiego.